# Comin' Home Baby!
| Recensione | Giudizio |
| ---------- | -------- |
| AllMusic   | [ 1 ]    |

Comin' Home Baby! è un album del cantante jazz statunitense Mel Tormé, pubblicato nel 1962 dall'Atlantic Records.

## Tracce
Lato A
1. Comin' Home Baby - 2:41 (testo: Dorough - musica: Tucker)
2. Dat Dere - 2:56 (testo: Brown Jr. - musica: Timmons)
3. The Lady's in Love with You - 2:57 (testo: Loesser - musica: Lane)
4. Hi-Fly - 3:12 (testo: Hendricks - musica: Weston)
5. Puttin' on the Ritz - 3:23 (Berlin)
6. Walkin' Shoes - 2:55 (Mulligan, Tormé)

Lato B
1. Moanin' - 3:00 (testo: Hendricks - musica: Timmons)
2. Sing You Sinners - 2:24 (testo: Coslow - musica: Harling)
3. Whisper Not - 2:47 (testo: Feather - musica: Golson)
4. On Green Dolphin Street - 2:50 (testo: Washington - musica: Kaper)
5. Sidney Soliloquy - 2:26 (Wisner)
6. Right Now - 2:13 (testo: Sigman - musica: Mann)

## Formazione
- Mel Tormé - voce, batteria
- Joe Mondragon - basso
- Mike Wofford - pianoforte
- Bud Shank - legni
- Buddy Collette - legni
- Bob Cooper - legni
- Bill Hood - legni
- Joe Burnett - tromba
- Ollie Mitchell - tromba
- Al Porcino - tromba
- Ray Triscari - tromba
- Milt Bernhart - trombone
- Harry Betts - trombone
- Kenny Shroyer - trombone
- John Kitzmiller - tuba
- Larry Bunker - batteria
- Gene Estes - vibrafono
- The Cookies - coro
- Shorty Rogers - arrangiamenti e direzione d'orchestra
- Claus Ogerman - arrangiamenti e direzione d'orchestra in Comin' Home Baby e Right Now

### Produzione
- Nesuhi Ertegun - produzione
- Bones Howe - ingegnere del suono
- Tom Dowd - ingegnere del suono